# Ꚍ̆
Ꚍ̆, ꚍ̆ (в Юникоде называется твэ с краткой) — буква расширенной кириллицы, использовавшаяся в абхазском языке. Соответствует нынешнему диграфу Тә, обозначающему лабиализованный абруптивный глухой альвеолярный взрывной согласный /tʼʷ/. Происходит от буквы Ꚍ, которая, в свою очередь, происходит от буквы Т.